# 崇岗乡
崇岗乡，是中华人民共和国云南省临沧市永德县下辖的一个乡镇级行政单位。

## 行政区划
崇岗乡下辖以下地区：
崇岗村、龙竹洼村、团树村、龙竹棚村、军捞村、蒿子坝村、忙蚌村、大落水村、包山村、麻力林村和黑龙村。